# Iváncsik Mihály
Iváncsik Mihály (Máriapócs, 1959. július 9. –) magyar válogatott kézilabdázó, jobbszélső poszton játszott. Kétszeres világ- és egyszeres Európa-válogatott kézilabda játékos.

## Sportpályafutása
Tagja volt a Győr háromszoros- 1987-ben, 1989-ben és 1990-ben-bajnok csapatának, illetve az 1985-86-os szezonban IHF kupát nyert. Kétszer volt világ- (1989, 1991) és egyszer Európa-válogatott. Az év magyar kézilabdázója 1989-ben. A cunderezés mestere 165-ször öltötte magára a nemzeti csapat mezét. 1986-ban vb-ezüstérmet, 1988-ban olimpiai 4. helyet, 1992-ben 7. helyet szerzett.
Három fia van, Gergő, Tamás és Ádám. A két idősebb az MKB Veszprémet, míg a legifjabb a Tatabánya csapatát erősítette. Mindhárom fia szélsőként játszik, de csak Tamás lett jobbszélső, mint az édesapja. Iváncsik Mihály pályafutása végén az NB II-es Komáromban játszott, majd 2009-ben befejezte aktív sportolói pályafutását.

## Sikerei, díjai
Magyarország
- Világbajnokság
  - ezüstérmes: 1986, Svájc